# Vladimir Kopteff
Vladimir Kopteff, född 10 juli 1932 i Viborg, död 15 oktober 2007 i Helsingfors, var en finländsk målare och grafiker.
Kopteff studerade 1958–1961 vid Finlands konstakademis skola och 1966–1967 reklamgrafik vid Albert Pels School of Art i New York. Han blev känd för sina strängt geometriska, systematiska och konstruktivistiska målningar, skulpturer och grafiska arbeten, till vilka han fick intryck av de ryska konstruktivisterna Kazimir Malevitj, Vladimir Tatlin, El Lisitskij och nederländaren Piet Mondrian. Kopteff tillhörde sedan 1975 Dimensiogruppen och verkade som dess ordförande 1981–1983. Han var även medlem av Internationaler Arbeitskreis für Konstruktive Gestaltung (IAFKG).